# Shark, le mangeur d'homme
Pour plus de détails, voir Fiche technique et Distribution.
Shark, le mangeur d'homme (Shark!) est un film américain réalisé par Samuel Fuller, sorti en 1969. C'est l'adaptation du roman His Bones are Coral de Victor Canning publié en 1955.

## Synopsis
Caine est un trafiquant d'armes en fuite après une transaction ratée au Soudan. Il trouve refuge à Port-Soudan proche de la mer Rouge. En cherchant un moyen de quitter l'île, il rencontre un couple de scientifiques américains, le professeur Mallare et sa partenaire Anna, qui lui proposent de les rejoindre pour une expédition maritime. Séduit par Anna, il accepte de devenir leur troisième coéquipier et surtout leur plongeur. Ils lui expliquent que l'ancien plongeur, un certain Mohamed, s'est fait dévorer par un requin. Anna lui fait croire qu'il doit plonger dans des eaux infestées de requins pour des recherches scientifiques mais Caine comprend très vite qu'elle et Mallare ne sont que deux chasseurs de trésors.

## Fiche technique
- Titre original : Shark!
- Titre français : Shark, le mangeur d'homme
- Réalisation : Samuel Fuller
- Scénario : John T. Dugan, Samuel Fuller et Ken Hughes d'après Victor Canning
- Direction artistique :
- Pays d'origine : États-Unis
- Format : Couleurs - 35 mm - 2,35:1 - Mono
- Genre : Horreur, thriller, aventure
- Durée : 92 minutes
- Date de sortie : 1969

## Distribution
- Burt Reynolds : Caine
- Arthur Kennedy : Doc
- Barry Sullivan : professeur Dan Mallare
- Silvia Pinal : Anna
- Francisco Reiguera : Yusef
- Enrique Lucero (es) : inspecteur Barok
- Manuel Alvarado : Latalla
- Carlos Barry : Runt
- José Marco : Pedro

## Production
Les producteurs ont utilisé pour certaines scènes de vrais requins. Vers la fin du tournage, un des cascadeurs du nom de José Marco est attaqué et tué par un requin qui transperce un filet protecteur : sa mort est enregistrée, une photo est divulguée dans Life et les producteurs décident de renommer le film Shark! (en langue anglaise) afin d'accroître sa valeur d'exploitation. Samuel Fuller, qui avait mis cinq ans à repasser derrière la caméra, renie le film après avoir vu son montage substantiellement modifié sans son approbation par les producteurs.
Certaines sources affirment toutefois que cette attaque n'a jamais eu lieu et était en fait une publicité pour faire la promotion du film.